# Laguna Bolinas

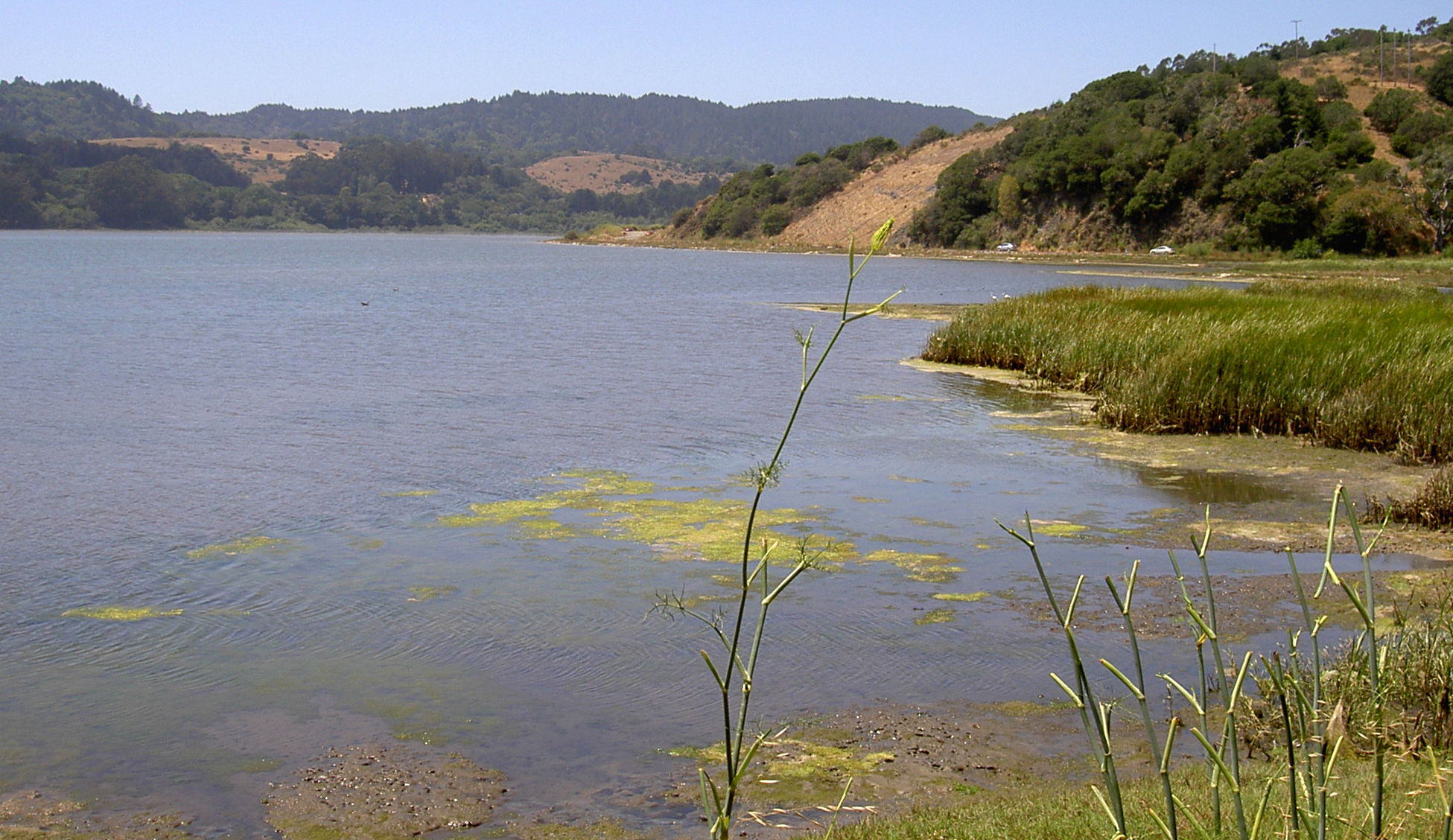
Laguna Bolinas en 2009

La laguna Bolinas (del inglés: Bolinas Lagoon) es una laguna costera, estuario de marea o lagoon de la costa del Pacífico de los Estados Unidos. Con aproximadamente 4,5 km² de superficie, está localizada en West Marin, parte de la región del condado de Marin de California. Está dentro del Santuario nacional marino del golfo de los Farallones. La laguna es una contrabahía de la bahía Bolinas, aproximadamente a 25 km al noroeste de San Francisco. La depresión sobre la que se formó la laguna fue creada por la falla de San Andrés que pasa directamente bajo ella. La laguna está separada de la bahía principal por un pequeño banco de arena, conocido como playa Stinson. La lengua de arena que cierra la laguna es un lugar en el que se practica el baño y el surf.
La laguna Bolinas es parte de la Lista Ramsar de humedales de importancia internacional como la define la Convenio de Ramsar para la conservación y sostenibilidad de los humedales.
La laguna Bolinas tiene una cuenca de drenaje de 43 km². Los cursos fluviales que la abastecen son los torrentes de las quebradas WilkinsWilkins, del condado de Pike, Morses, McKinnan y Stinson y los cañones de Audubon, Picher y Volunteer.
La laguna tiene una isla denominada Isla Kent.
La laguna fue considerada como el posible lugar de desembarco de Francis Drake en la costa de Norteamérica en 1579, la región que bautizaría como New Albion y que reinvindicaría para Inglaterra.